# Бетлеми (Горийский муниципалитет)
Бетлеми (груз. ბეთლემი) — село в Грузии, на территории Горийского муниципалитета края (мхаре) Шида-Картли. До 2019 года называлось Ахалхиза (груз. ახალხიზა).

## География
Село находится в центральной части Грузии, на правом берегу Куры, на расстоянии приблизительно 6 километров (по прямой) к западу от города Гори, административного центра муниципалитета. Абсолютная высота — 643 метра над уровнем моря.

## Население
По результатам официальной переписи населения 2014 года в Бетлеми проживало 385 человек (178 мужчин и 207 женщин). В национальной структуре населения грузины составляли 98,2 %, осетины — 0,8 %, азербайджанцы — 0,5 %.
| Год  | Население, человек |
| ---- | ------------------ |
| 2002 | 422                |
| 2014 | ↘ 385              |